# Arrivée de l'Évangile
L’Arrivée de l’Évangile est une fête commémorant l’ancrage à Tahiti le 5 mars 1797 du navire des missionnaires chrétiens à l’origine des premières conversions autochtones au protestantisme. En Polynésie française, le 5 mars est une fête légale et un jour férié et chômé.

## Histoire

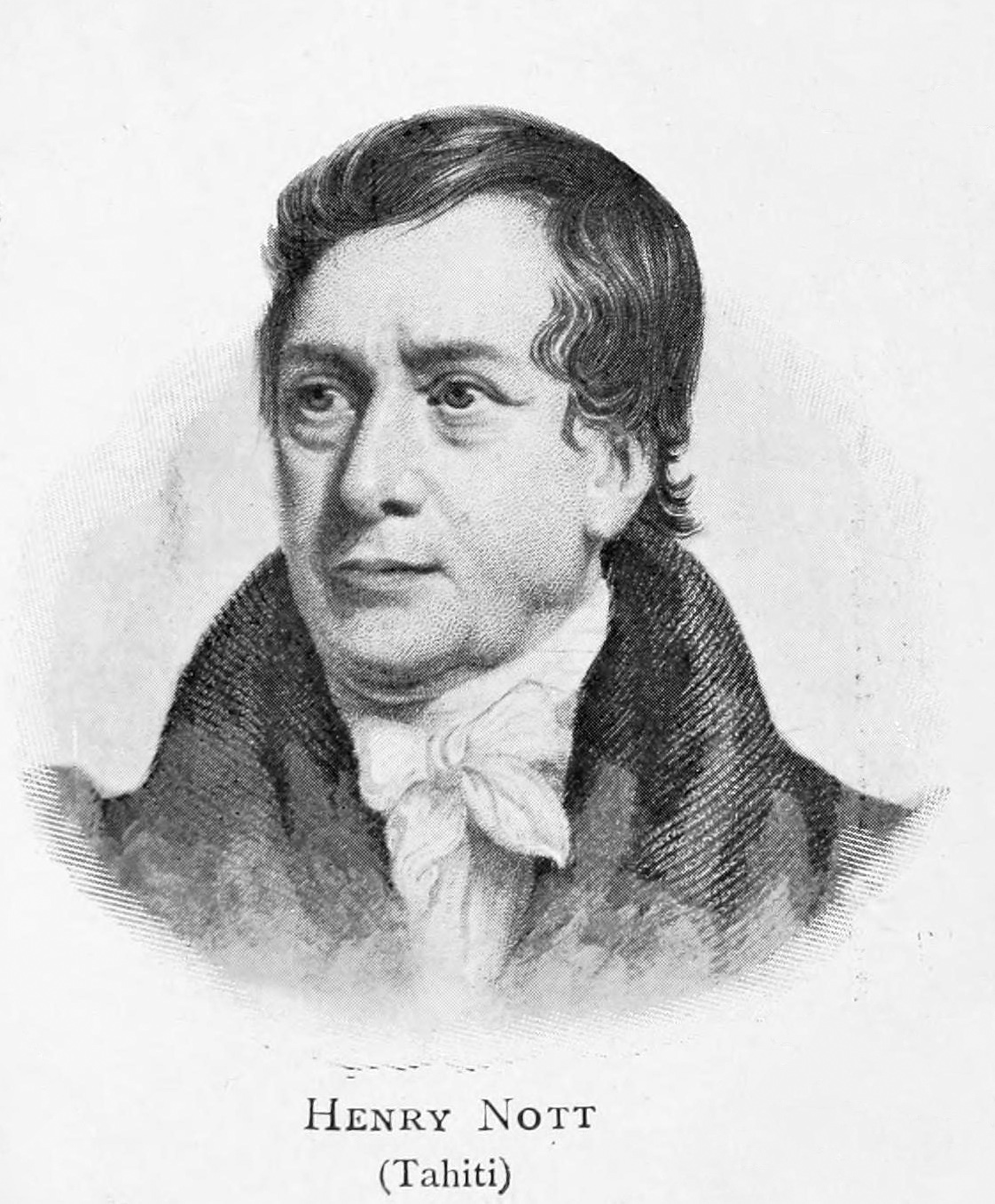
Henry Nott (1899)

### Rencontre entre tahitiens et missionnaires chrétiens
Au milieu du XVIIIe siècle, le Royaume de Grande-Bretagne est secoué par le Grand réveil. En 1795, la Société missionnaire de Londres est créée afin d’envoyer des évangélisateurs dans les mers du Sud. James Wilson prend le commandement de son navire le Duff (en).
Le 24 septembre 1796, le Duff prend la direction des mers du Sud.
Le 5 mars 1797, le navire de la London Missionary Society arrive dans la baie de Matavai (aujourd'hui située sur le territoire des communes de Arue et de Mahina) sur les côtes septentrionales de l'ile de Tahiti. Les missionnaires sont accueillis par Pōmare II. Peter Hagerstein, un marin déserteur, servit de truchement entre les missionnaires et le roi. Le missionnaire Henry Nott sera le plus rapide à maitriser le tahitien.

### Fête légale
Le 1er février 1978, le 5 mars devient un jour férié en Polynésie française, afin de rassembler les habitants de la Polynésie française, comme le « 14 juillet » rassemble les Français.

## Célébrations en Polynésie française

### Cérémonies religieuses
Considérant cet évènement comme l’acte fondateur de l’Église protestante mā’ohi, les paroisses protestantes organisent des célébrations comprenant chants et prières.
Un chant célèbre cet évènement : « Te tere mai nei ʼo Tārapu… » (Le Duff navigue sur l’océan…).

### Cérémonie publique

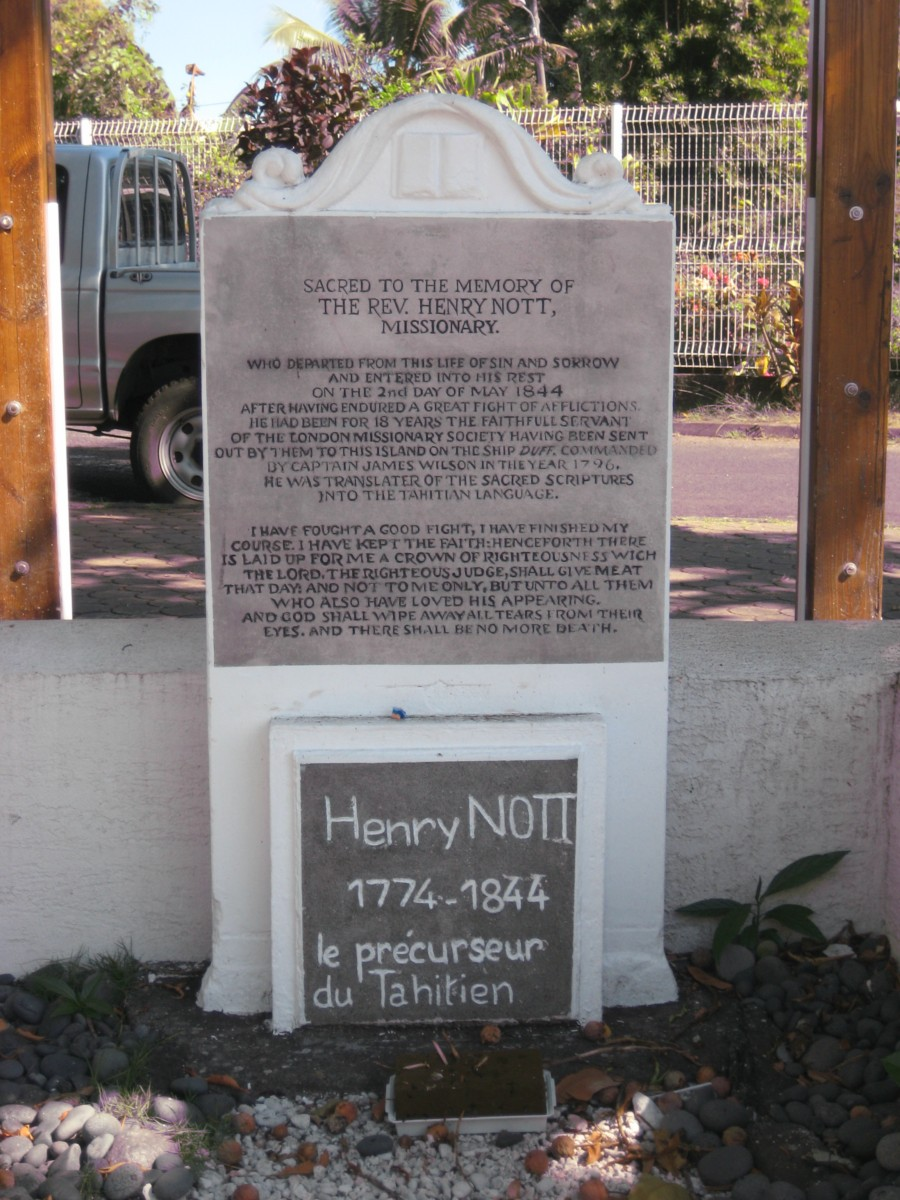
Tombe de Henry Nott à Arue

Depuis le début des années 2000, la commune de Arue commémore cette fête par un dépôt de gerbe au cimetière de la famille Pōmare, qui abrite les tombes de Pōmare II et Henry Nott,.